# Lidia Zvereva
Lidia Vissarionovna Zvereva, född Lebedeva 1890, död 1916, var en rysk pilot. Hon blev 1911 den första ryska kvinnan med pilotlicens. 

## Biografi
Zvereva var intresserad av luftfärder redan som barn. Hon lärde sig flyga på en privat flygskola utanför Sankt Petersburg och tog flygcertifikat den 23 augusti  1911.
Tillsammans med sin man gjorde hon flyguppvisningar i Baku, Tbilisi och Riga. År 1913 bosatte paret sig Riga där de öppnade en flygskola och en flygverkstad. Zvereva arbetade som  konstruktör och förbättrade utländska flygplan och konstruerade egna. Verkstaden flyttade till Petrograd i början av första världskriget och växte till en fabrik med 300 anställda som legotillverkade franska Farman- och Morane-plan till militären.
Lidia Zvereva dog av tyfus endast 26 år gammal och begravdes på en kyrkogård i närheten av Alexander Nevskij-klostret. Hennes bekanta och tidigare elever flög i formation över klostret under begravningen.

## Eftermäle
Nedslagskratern Zvereva på planeten Venus och asteroiden 3322 Lidiya har fått sitt namn efter henne.